# Ricardo Gonzalez (chính khách)
Ricardo Gonzalez (sinh năm 1946 tại Cuba) là một chính khách người Mỹ. Ông là cựu thành viên của Hội đồng chung Madison, Wisconsin và là người Latino đồng tính công khai đầu tiên được bầu vào văn phòng công cộng ở Hoa Kỳ. Gonzalez là cựu Chủ tịch của Ủy ban Dân chủ Cuba.

## Vận động chính sách
Vào năm 1974, Gonzalez đã mở một quán bar tên là The Cardinal, nơi trở thành địa điểm lựa chọn thân thiện với người đồng tính để gây quỹ cho cả các chính trị gia tự do và nhiều nguyên nhân khác nhau. Vào thời điểm đó, Gonzalez là một sĩ quan hành động khẳng định với Bang Wisconsin do Thống đốc Wisconsin Patrick Lucey bổ nhiệm. Gonzales phục vụ trong hội đồng quản trị của "The United", một tổ chức đồng tính, và là cố vấn tại Trung tâm đồng tính nam không còn tồn tại ở Madison. Ông cũng là người ủng hộ lâu dài của Mạng lưới Hỗ trợ AIDS Madison.
Năm 1989, Gonzalez được bầu vào Hội đồng chung Madison đại diện cho Quận 4.

### Hội đồng chung (1989-2000)
Trong thời gian tham gia hội đồng, Gonzalez đã giúp thiết lập mối quan hệ thành phố chị em của Madison với thành phố Camagüey của Cuba. Gonzalez đã đóng một vai trò công cụ trong việc thành lập Trung tâm Hội nghị Monona Terrace. Đầu tiên trong chương trình nghị sự của Gonzalez vì ủy viên là sự hồi sinh của Downtown Madison.

## Di sản
Các giấy tờ của Gonzalez được lưu trữ trong kho lưu trữ lịch sử của UW-Madison. Năm 2011, Gonzalez đã được trao giải thưởng Di sản Martin Luther King Jr..